# 黃景瑜
黄景瑜（英語：Johnny Huang，1992年11月30日—），出生于辽宁省丹东市，中國男演員，模特兒。2016年，憑藉主演網絡劇《上癮》正式出道，劇集播出後一夜爆紅；同年成立黃景瑜工作室。2018年，在電影《紅海行動》中飾演狙击手顾顺一角，塑造了其“硬汉”形象，電影成功破36億中國票房，演出獲得一致好評；同年出演網絡劇《結愛·千歲大人的初戀》男主角賀蘭靜霆，获得第24届华鼎奖当代题材电视剧最佳男演员。2019年，主演的电视剧《破冰行动》播出後獲得多個獎項和提名。

## 演藝經歷

### 早年经历
1992年11月30日，黃景瑜出生於遼寧省丹東市，他的爺爺為軍人，父親是司機，母親是會計。初中就讀於丹東市第十三中學（2007屆），完成中學學歷後就讀遼東學院學習空乘專業。16歲時離開家鄉獨自前往大連，18歲前往上海發展事業，他曾做過電台的電話編輯、服務員、工廠學徒、土壤化驗員學徒等工作，由於個子高外形又俊朗，後來經朋友介紹成為模特兒。除此以外，擅长巴西柔术的他还参加過不少公开赛，還曾獲得上海巴西柔術學院SHBJJ決賽的冠軍。

### 2016至2017年
2016年1月29日，主演的网路剧《上瘾》播出，從而正式步入演艺圈。4月16日，作为特别嘉宾参加了张惠妹乌托邦世界巡城演唱会曼谷站，并与张惠妹同台演绎《我只在乎你》。4月19日，在第16届音乐风云榜年度盛典中被评为“媒体推荐新偶像”。5月11日，宣布正式成立黃景瑜工作室。5月12日，以常驻社身份加盟明星网友互动类真人秀《约吧！大明星》，节目上线后五週播放量超过3亿。6月17日，以海峡青年论坛交流大使身份，受邀出席海峡青年论坛，获封海峡文化交流大使。7月24日，黃景瑜工作室宣布黃景瑜將與資深制片人张家振㩦手合作，加入張家振於同年6月成立的上海乾澄影视文化有限公司成為旗下簽約藝人，同時在微博釋出#演员黄景瑜#話題，意朝演員邁進 。11月14日，宣布主演中國首部僵尸题材黑色幽默电影《枪炮腰花》，饰演男主角阿蒙，这也是黄景瑜首部出演的电影。12月18日，出席2016“网易有态度人物盛典”颁奖典礼，并获“新势力全民偶像”奖项。12月21日，获得2016优酷盛典“年度大势偶像”。12月30日，其参演的民国玄幻爱情剧《半妖倾城II》播出，在剧中饰演清太祖努尔哈赤 。
2017年2月，宣布加盟林超贤导演的爱国军事主旋律电影《红海行动》，饰演蛟龙突击队狙击手顾顺，并主唱了同名电影主题曲《紅海行動》。6月，出席第十五届“海峡青年论坛”，荣获“闽台青年文化交流使者”称号。與《枪炮腰花》剧组参加上海国际电影节，并出席“万达之夜”活动。同月，以青年演员及“网易明星合伙人”身份出席上海电影节联合网易娱乐主办的“破译华语电影新机遇”主题论坛，并接受聘书，成为网易“星小编”。7月，電影《红海行动》於湛江杀青；同月参演唐家三少小说改编之同名电视剧《为了你我愿意热爱整个世界》番外篇拍摄，饰演番外篇男主角超级英雄长弓威。8月，主演的爱情玄幻偶像剧《结爱·千岁大人的初恋》正式開機，黃景瑜在劇中饰演男主角狐族祭司贺兰静霆。12月，作为常驻嘉宾参与錄製腾讯视频大型户外竞技综艺《王者出击》。

### 2018年
1月10日，出席《红海行动》“蛟龙出海”发布会 ，會後接受环球银幕超级采访。1月18日，主演由公安部宣传局年度重点影视项目的缉毒题材电视剧《破冰行动》在廣州正式開機，在劇中飾演正義緝毒警李飛，並與老戲骨任達華、吳剛合作。 2月16日，主演的现代化海军题材电影《红海行动》正式上映，黃景瑜在電影中饰演狙击手顾顺，此電影總票房為36亿人民幣，他在電影中的演技得到大眾肯定，因而獲關注。 5月9日，主演的爱情玄幻偶像剧《结爱·千岁大人的初恋》在騰訊視頻播出，饰演男主角狐族祭司贺兰静霆，劇集播出後大受好評，演技再一次受到肯定；是次繼電影《紅海行動》後，再一次人氣高漲。5月22日，搭檔金马影后马思纯、钟楚曦主演的青春愛情電影《蕎麥瘋長》在重慶開機，劇情描述初入社會的兩個女孩和一個男孩在上海追求新生活的過程中，經歷了不可思議的命運考驗，黃景瑜在片中飾演初入社會，卻又不屈服於命運的小鎮青年吳風。5月27日，作為常駐嘉賓加盟《放開我北鼻》第三季播出，節目播出後即被封為「暖男」。6月23日，以Dior中国区香氛世家大使身分出席巴黎時裝週。8月6日，宣佈主演由韩寒执导的电影《飞驰人生》，饰演赛车手林臻东，该電影定檔於2019年2月5日大年初一上映 。10月25日，代表电影《红海行动》與女主角海清一同出席东京电影节开幕红毯。10月26日，代表电影《红海行动》亮相第31届东京国际电影节中国电影周金鹤奖颁奖典礼，並获金鹤奖最具人气男演员。11月9日，出席在佛山舉行的第34届大众电影百花奖提名者表彰仪式，榮获最佳新人提名並现场演唱《红海行动》同名主题曲。9日晚，出席在香港舉行的第24届华鼎奖，並以《结爱·千岁大人的初恋》中饰演的男主角狐族祭司贺兰静霆一角获中国当代题材电视剧最佳男演员。11月10日，與电影《红海行动》劇組一同出席第34届大众电影百花奖。11月30日，與粉絲齊聚成都，舉行「破浪乘风，瑜你同行」生日会。12月4日，主演的奇幻爱情喜剧电影《月半爱丽丝》正式开机，在電影中飾演音乐才子韩冰，搭档关晓彤开启一段奇幻旅程。12月8日，出席第17届中國电影华表奖，代表电影《红海行动》与《飞驰人生》兩度亮相紅毯，並作為當初表演嘉賓演唱《最好的舞台》。

### 2019年
1月1日，於央视元旦晚会“放歌新时代”2019新年特别节目中，與電影《飛馳人生》主演共同出席演出歌曲《奉献》。1月12日，任第13届亚洲电影大奖青年大使 。1月26日，主演的都市爱情電視剧《三生有幸遇上你》在深圳开机，在劇中饰演救援精英侯爵，搭档王丽坤演绎“武力值”满满的奇妙爱情故事。2月5日大年初一，由導演韩寒执导兼编剧的勵志喜劇电影《飛馳人生》正式上映，在電影中飾演天才型賽車手林臻東。3月17日，出席在香港舉行的第13届亚洲电影大奖，與英皇集團主席杨受成共同亮相红毯，黄景瑜除担任本届电影大奖的青年大使之外，也憑電影《紅海行動》中顧順一角获得第13届亚洲电影大奖最佳新演員。4月29日，搭檔吳謹言主演的電商創業都市情感電視劇《青春创世纪》正式開機，在劇中飾演零售業巨頭之子段燃。5月7日，主演的緝毒題材懸疑刑偵電視劇《破冰行動》在中央電視台及愛奇藝播出，在劇中飾演正義感爆棚，敢冲敢拼的緝毒警察李飛。6月21日，以Dior中国区香氛世家大使身分出席巴黎時裝週。9月3日，宣布加盟浙江衛視推出的夜晚城市實境追跑真人秀《追我吧》成為固定嘉賓。9月20日，主演的歷史傳記電影《決勝時刻》正式上映，在電影中飾演用赤子之心保衛領袖毛澤東的警衛員陳有富。9月20日，搭檔迪麗熱巴主演的都市情感商戰電視劇《幸福，觸手可及！》於上海正式開機，在劇中飾演毒舌又幹練的商界大佬宋凜。9月22日，以運動品牌Fila代言人身份出席米蘭時裝週。11月23日，受邀出席第28屆中國金雞百花電影節，并與鍾漢良担任颁奖嘉宾。

### 2020年
1月6日，搭檔李沁主演的军旅電視劇《愛上特種兵》正式開機，在劇中飾演特种兵少校梁牧泽；黃景瑜的戲份於5月17日在長沙殺青。因2019冠狀病毒大規模擴散，由黃景瑜主演的兩部電影；分別為原定於2020年2月14日上映的《蕎麥瘋長》和2020年3月6日上映的《月半愛麗絲》為配合政府的防疫，最終宣布撤檔，擇日上映。5月19日起，由其主演的電視劇《幸福，觸手可及！》於湖南衛視金鷹獨播劇場播出；並演唱劇中片尾曲《如果說，還記得》，新剧开播第一天六网实时收视破一，成功登顶省级卫视第一。5月11日，由其參演的抗疫單元電視劇《在一起》在北京開機，黃景瑜在劇中飾演疾控中心工作人员陸朝陽，其戲份於5月24日殺青。6月25日，參與中央电視台端午特別節目《端午道安康》，與夢然、惠若琪演唱歌曲《少年》。7月28日，由麥兆輝導演，田啟文監製，搭檔白百何主演的中國首部“反黑公訴”题材電影《檢察風雲》在东莞正式開機；電影根據真實案例改編，講述了在掃黑除惡的大背景下，一宗離奇命案牽扯出20多年前的一宗凶殺案，由黃景瑜飾演的李睿是一名年輕有為的檢察官，他通過自己的睿智將案件一查到底，直至真相大白；其戲份於9月2日殺青。8月6日，憑《破冰行動》李飛一角獲得第15届首尔国际电视节男演員演技獎提名。8月15日，與肖戰搭擋主演的建党百年献礼剧《英雄歲月之王牌部隊》在沈陽開機，黃景瑜在劇中飾演草根後代高粱。8月25日，主演的電影《蕎麥瘋長》正式上映。10月9日，黃景瑜以老闆身份成立星宇娛樂Astro Entertainment，並簽約了新藝人。10月30日，主演的電影《月半愛麗絲》正式上映。11月8日，主演的電視劇《青春创世纪》在愛奇藝播出。12月14日，主演的電視劇《英雄歲月之王牌部隊》殺青。12月31日，以表演嘉賓身份出席東方衛視《夢圓東方2021東方衛視跨年盛典》。

### 2021年
2月12日，出席《2021年北京廣播電視台春節聯歡晚會》，並在北京春晚中獻上精彩表演。2月27日，與王一博共同主演劉偉強監製的電影《維和防暴隊》在廣西北海正式開機，在電影中飾演中國維和警察余衛東，他繼在《紅海行動》中扮演海軍狙擊手、《破冰行動》中扮演的緝毒警察和《愛上特種兵》中扮演的特種兵後，第四次出演軍人角色，故被稱為「在演藝圈服兵役的男人」。5月5日，黃景瑜在電影《維和防暴隊》的戲份全部殺青。6月1日，由其主演的電視劇《愛上特種兵》正式在愛奇藝上線。6月11日，由其擔任固定嘉賓的觀察類真人秀《做家務的男人第三季》在愛奇藝上線。6月12日，攜主演的電影《檢察風雲》及《維和防暴隊》出席2021微博電影之夜，並榮獲年度突破演員獎。7月12日，主演的都市犯罪電視劇《西部英雄》在西安正式開機，在劇中飾演警察臥底平三戈；10月18日，黃景瑜在《西部英雄》的戲份殺青。10月20日，搭檔楊佑寧主演的軍警電視劇《潛流追蹤》在常州開機。12月23日，由其主演的電視劇《三生有幸遇上你》在東方衛視播出。

### 2022年
3月10日，搭檔辛芷蕾主演的諜戰電視劇《失落在東經97度的記憶》正式開機拍攝，並在6月10日全劇殺青。6月14日，主演由香港導演翁子光執導的稅務題材電影《螢火之光》開機拍攝。6月18日，官宣以固定成員身份加盟東方衛視綜藝節目《極限挑戰》第八季。8月25日，主演的電視劇《罰罪》在愛奇藝獨家上線，該劇將通過由黃景瑜飾演的青年刑警常徵的視角，講述兩代公安干警為維護一方安寧、掃除犯罪團伙，不畏艱險、前赴後繼剷除盤踞一方的犯罪團伙的英勇故事。9月9日，搭檔張婧儀主演改編自耳東兔子的同名小說《他從火光中走來》正式開機，他在劇中飾演北潯市特勤一站站長林陸驍。

### 2023年
4月16日主演《極限挑戰》第九季上線，4月29日領銜主演電影《檢察風雲》上映。9月19日主演《他從火光中走來》上線。

### 2024年
4月21日主演《極限挑戰》第十季上線；5月1日領銜主演電影《維和防暴隊》上映；；6月29日，领衔主演的热血交锋谍战剧《孤战迷城》开播，在剧中饰演隐藏的中共地下党员欧孝安；9月3日，领衔主演的刑侦缉毒剧《雪迷宫》首播，在剧中饰演破解多起重大毒品案件的专案组组长郑北；12月20日，领衔主演的悬疑爱情剧《冬至》播出，在剧中饰演刑警江成屹，并演唱片尾曲《白日断夜》。

## 爭議事件

### 隱婚與家暴指控
2018年10月23日起，微博賬號「凹凸不平up」於網上指責黄景瑜“家暴、劈腿、已婚”等內容在网络疯傳。
2018年10月24日，针对黄景瑜是否已婚一事，黄景瑜工作人员對此表示：“这个事情当然是假的啦，黑子造谣都不需要成本的吗？”记者再追问对方，黄景瑜近期被拍到脸部、脖颈处均有抓伤是什么原因？工作人员回应：“他经常练柔术，难免会有小伤之类的在身上，这种事情，应该不需要解释吧？”
2018年11月4日，針對近日一連串的指控，黃景瑜透過工作室發出嚴正声明，坦承與王雨馨已和平分手，但強調「期間不存在任何家暴行為」；工作室同時指責營銷號造謠黃景瑜「劈腿家暴」、「為拍戲出賣自己」等大量侮辱，誹謗性言論均為惡意誹謗，認為這是一場有組織、有策劃、有節奏的造謠與傳謠，工作室將依法取證，並提起法律訴訟。
2018年11月5日凌晨，黄景瑜工作室发表律师声明，表示“坚决抵制网络暴力，共建绿色网络环境！ ”
2018年11月19日，有网友微博曝出疑似黄景瑜和王雨馨的结婚登记证明，显示俩人曾于2016年3月25日登记结婚。
2020年5月16日，王雨馨凌晨發文向世界告別，疑有輕生念頭。5月17日，自稱是王雨馨的助理在微博上發文證實其自殺一事；緊接著，該名助理也同樣發文誹謗黃景瑜已婚、家暴和出軌。網友認為王雨馨一直在消費黃景瑜，多次指責他家暴出軌卻始終拿不出實際的證據。对于负面事件再被扒，黃景瑜的助理在微博上回應「杀青了，戏也该收收了」反擊王雨馨方的爆料。
2020年8月7日，自稱為黃景瑜前女友的郭美美於微博上發佈了指責黃景瑜忘恩負義的言論；同日，黃景瑜工作室辟謠稱：「不清楚郭某行為的目的是什麼，關於這件無中生有的事，已交由律師處理。」
2020年8月14日，北京星权律师事务所在微博中表示受到演员黄景瑜的委托，发出律师声明，聲明中稱「部分網絡用戶長期在網絡平台中散播針對黃景瑜先生的言論，捏造黃景瑜先生的背景、社會關係、感情生活等誹謗類信息。這些不实信息在网络上大肆转载散播，使黄景瑜陷入非议和责难当中。」对于相关不实信息，律师事务所自2020年5月20日起已开始搜证，至今日已完成取证和备诉工作，对于怠于停止删撤或继续传播不实信息的主体，将依法追责，绝不姑息，当中被提告的就包含王雨馨助理以及郭美美。黃景瑜方發出律師聲明的同日，郭美美刪除了於8月7日早上發佈的控訴黃景瑜的微博，並聲稱自己與黃景瑜只是認識而已，自己在8月7日所發的均屬不實言論，並對黃景瑜進行道歉。
2020年10月18日，事隔兩年，北京互聯網法院公佈《黃景瑜與王璞（微博賬號：凹凸不平up）網絡侵權責任糾紛一審民事判決書》，指黃景瑜早於2019年10月11日已向法院提出訴訟請求，判決書中明確表示：「被告未能提交事實證據，構成誹謗。語言侮辱，捏造事實的行為構成侵權，發表涉案微博的行為亦構成侵權。」以證王璞所發怖的一切有關「家暴、劈腿、已婚」的言論均為不實消息，被告的行為公然貶損黃景瑜的人格，使社會公眾對黃景瑜產生誤解，從而降低了黃景瑜的社會評價；法院經過審理判決後，要求被告在其賬號顯著位置向黃景瑜道歉，道歉時間不少於十日，並賠償黃景瑜精神損害撫慰金1萬元，合理支出1萬元。
2021年2月18日，北京星權律師事務所發文表示在已有判決文書明確認定“家暴”、“出賣肉體”等言論屬誹謗的情況下，網絡上仍持續散播著針對黃景瑜先生的侮辱、誹謗言論。對此，黃景瑜方將會將多位造謠者直接起訴至法院，請求法院判令被告向黃景瑜先生公開賠禮道歉、賠償相關經濟損失及精神損害撫慰金等。
2023年2月11日，王雨馨以微醺状态和网民直播互动，被问“姐你真的跟hjy（黄景瑜缩写）结过婚吗？”王雨馨毫不犹豫地说“结过”，又應网民要求出示了电子版結婚証和离婚证，但沒有公布文件細節。
2023年3月2日，狗仔“超能摄影阳阳”发文透露黄景瑜付給王雨馨离婚費税后5000多万，並標記王雨馨說：「离婚后也管前夫要过钱错过钱吧？想着还啊？再借不难！再这样下去的话，我感觉下一个还会家暴的吧？」王雨馨发律师函否认后，“超能摄影阳阳”删除了相關微博。
2023年6月14日，“超能摄影阳阳”爆光了黃景瑜和王雨馨的结婚证和离婚证，顯示二人2016年3月25日登記結婚，2018年7月17日離婚。超能摄影阳阳透露，黄景瑜曾答应过王雨馨，会在网上公开向她道歉，承认婚内对其造成的伤痕，但黄景瑜并没有照做，导致王雨馨很不满，这才在网上喊话。除此之外，狗仔还提到了黄景瑜婚内出轨张姓女明星，以及网红等多名女性。张姓女星知道黄景瑜有老婆，但依然公开挑衅王雨馨，还在两人的婚房内拍照。不仅如此，黄景瑜还家暴过王雨馨，导致她的身体以及精神受到严重伤害，小产了好几次，以后生育都很困难。
2023年6月20日，黄景瑜工作室发声明称，黄景瑜与前妻王雨馨是和平分开，期间也不存在网传“劈腿”“出轨”“家暴”等行为。之後，黃景瑜在個人微博直接標記王雨馨的帳號，寫下「親人也是朋友，祝未來一切都好」，首次承認離婚。王雨馨則同步發出聲明表示，法院判決書早有定論，「我們依舊是朋友，更勝似家人，也始終保持著和平分開、好聚好散的相處方式，請大家停止傳播不實內容」。
2023年11月3日，王雨馨發文指黃景瑜未實現承諾刪除有關她的惡評，並大罵黃景瑜「真是個油膩的極度利己主義」。王雨馨稱當初自己念及舊情妥協發了公關文，但說黃景瑜調頭來變臉說承認婚姻影響了他的工作，還指對方故意引導對她不利的輿論。王雨馨稱自己不能說出離婚的真實原因，「如果說出真實離婚原因影響對方工作失業，需要賠付2個億違約金。」

## 慈善公益
- 2016年2月26日，黄景瑜受邀参加网易“反家暴直播”，并现场进行“家暴伤痕”特效化妆，号召公众更多人关注性少数人群的家庭暴力问题[75]。
- 2016年8月22日，黃景瑜参与芭莎明星慈善夜“画出生命线”公益筹款活动，收获1238万打赏金币（合人民币12.38万元），为思源·芭莎贫困县/乡救护车项目捐赠2辆救护车资源，同时其26分钟的直播中各项数据均刷新此次公益项目上线以来同时段的历史记录[76]。
- 2016年9月，黄景瑜出任中华环境保护基金会“保护穿山甲”项目推广大使，以实际行动呼吁大家一起保护极危动物穿山甲；同时，他还将写真处女作《泽海鲸鱼》的收益全部捐赠，其中50%赠予“芭莎公益”的“阳光课件计划”项目，另外50%赠予中华环境保护基金会“保护穿山甲”项目[77] [78]。
- 2016年12月19日，黃景瑜出席「数字时尚盛典慈善之夜」并担任助拍嘉宾，拍卖所得款项将捐助贫困及特殊少年儿童助学项目[79]。
- 2017年6月17日，黄景瑜受邀出席第十五届海峡青年论坛，并获得“闽台青年文化交流使者”证书[80]。
- 2017年9月12日，黃景瑜以“公益明星大使”身份出席“芭莎星设计五周年”庆典，为公益助力。
- 2018年3月26日，黃景瑜受《團團直播間》邀請，在節目中坦誠分享自己對於社會責任的看法，黃景瑜表示，"我們隨便做點好事，就可以影響到身邊更多人做好事，其實這是對社會作出了很好的引導貢獻，會讓我們生活的狀態更開心，每個人都更幸福。"
- 2018年9月5日，黄景瑜在阿里巴巴公益及蚂蚁金服公益中，支持中华儿慈会回家的希望项目组「宝贝守护计划」，呼籲大家加入儿童安全反拐宣传行动当中，让更多的孩子在守护下安全的成长。
- 2018年9月7日，中华环境保护基金会發佈“驭沙计划”公益项目，“积小善 成大爱”，和明星黄景瑜一起关注体验2018年99公益日。参与活動捐助善款将获得10倍配捐，保护最美G7公路，助力绿色“一带一路”。[81]
- 2018年9月22日，黃景瑜在電影《悲傷逆流成河》的官方微博上为每位受過校园霸凌的伤害人发声，鼓勵受害者冲破悲伤，逆流而上。
- 2018年11月1日，加入百度APP公益星活動，為貴州山區貧困茶農捐贈能量，讓小善舉發出大光芒[82]。
- 2020年2月2日，因新型肺炎疫情，黃景瑜透過「中華思源工程扶貧基金會」，向武汉捐贈30萬元[83]。
- 2020年2月17日，黃景瑜透過思源工程发起的“疫情防控战”向武汉捐赠2辆负压救护车[84]。
- 2020年6月9日，黄景瑜以辽宁省禁毒宣传形象大使的身份於微博上提示大家：警记毒品危害，抵制、远离毒品，时刻珍爱生命；並向每一位缉毒英雄致敬。
- 2020年9月10日，黄景瑜以中華少年兒童慈善救助基金會愛心大使身份在微博上呼籲大眾加入宝贝守护计划，一起守护儿童可以安全成长。
- 2020年9月24日，獲法國駐華大使館文化教育合作處邀請，黃景瑜擔任2020年中法環境月推廣大使，以“保護生物多樣性”為主題，讓公眾更深入地了解保護環境和大自然的重要性。
- 2020年12月19日，時尚芭莎宣布黃景瑜成為2020時尚芭莎慈善宣傳大使。
- 2021年4月15日，芭莎公益慈善基金感謝黃景瑜為孩子們描述動聽的繪本故事，以愛心助力。
- 2021年7月21日，因河南暴雨引發嚴重洪災，黄景瑜向鄭州市紅十字會捐款50萬人民幣。

## 影視作品

### 電影
| 上映日期       | 電影名稱       | 角色     | 票房               |
| 2018年2月16日  | 《紅海行動》   | 顧順     | 國內總票房36.5亿   |
| 2019年2月5日   | 《飛馳人生》   | 林臻东   | 國內總票房17.28亿  |
| 2019年9月20日  | 《決勝時刻》   | 陳有富   | 國內總票房1.24億   |
| 2020年1月25日  | 《囧媽》       | 司機大龍 | 網絡播映           |
| 2020年8月25日  | 《荞麦疯长》   | 吴风     | 國內總票房5219萬   |
| 2020年10月30日 | 《月半愛麗絲》 | 韓冰     | 國內總票房2847.7萬 |
| 2023年         | 《檢察風雲》   | 李睿     | 國內總票房6183萬   |
| 2024年         | 《維和防暴隊》 | 余衛東   | 國內總票房5.11亿   |
| 待上映         | 《螢火之光》   |          | -                  |
| 待上映         | 《大爆炸》     |          | -                  |

### 電視劇/網絡劇
| 首播年份 | 剧名                         | 角色     | 备注               |
| 2016     | 《上瘾》                     | 顾海     | 網絡劇             |
| 2016     | 《半妖倾城II》               | 努尔哈赤 | 網絡劇             |
| 2018     | 《結愛·千歲大人的初戀》      | 賀蘭靜霆 |                    |
| 2018     | 《為了你我願意熱愛整個世界》 | 長弓•威  | 網絡劇             |
| 2019     | 《破冰行動》                 | 李飛     |                    |
| 2020     | 《幸福，觸手可及！》         | 宋凜     |                    |
| 2020     | 《在一起》                   | 陸朝陽   | 單元《搜索24小时》 |
| 2020     | 《青春创世纪》               | 段燃     |                    |
| 2021     | 《愛上特種兵》               | 梁牧澤   |                    |
| 2021     | 《三生有幸遇上你》           | 侯爵     |                    |
| 2021     | 《王牌部队》                 | 高粱     |                    |
| 2022     | 《罚罪》                     | 常征     | 網絡劇             |
| 2023     | 《他从火光中走来》           | 林陆骁   |                    |
| 2024     | 《孤戰迷城》                 | 歐孝安   |                    |
| 2024     | 《雪迷宫》                   | 郑北     | 網絡劇             |
| 2024     | 《冬至》                     | 江成屹   | 網絡劇             |
| 待播     | 《西部英雄》                 | 平三戈   |                    |
| 待播     | 《兵自風中來》               |          | 客串               |
| 待播     | 《夢之海》                   |          | 網絡劇             |
| 待播     | 《烟花少年》                 | 張小滿   |                    |
| 待播     | 《罰罪之英雄簡史》           |          | 網絡劇             |
| 待播     | 《重器》                     |          |                    |

### 固定綜藝節目
| 播放日期                               | 頻道            | 節目名稱                | 備註                    |
| 2016年5月12日－7月14日                 | 腾讯视频        | 《約吧！大明星》 第一季 | 固定嘉賓                |
| 2017年12月15日－12月29日－2018年1月5日 | 腾讯视频        | 《王者出擊》            | 楊穎戰隊成員：1、3、5期 |
| 2018年5月27日－8月12日                 | 腾讯视频        | 《放開我北鼻》 第三季   | 固定嘉賓                |
| 2019年11月8日－11月20日                | 浙江衛視        | 《追我吧》              | 家族成員                |
| 2019年11月13日－11月27日               | 北京衛視 愛奇藝 | 《慢游全世界》 第二季   | 固定嘉賓                |
| 2021年6月11日－8月27日                 | 愛奇藝          | 《做家務的男人》 第三季 | 固定嘉賓                |
| 2022年6月26日－9月18日                 | 東方衛視        | 《極限挑戰》 第八季     | 固定嘉賓                |
| 2023年4月16日－7月9日                  | 東方衛視        | 《極限挑戰》 第九季     | 固定嘉賓                |
| 2024年4月21日-7月14日                  | 東方衛視        | 《極限挑戰》 第十季     | 固定嘉賓                |
| 2025年5月29日                          | 優酷            | 風馳賽車手              | 固定嘉賓                |

### 大型晚會／文藝演出
| 播出年份 | 播出日期 | 晚會／活動名稱                                      | 表演項目                                | 合作藝人                                                                         |
| 2017     | 10月2日  | 《2017東方衛視中秋晚會》                            | 演唱《紅豆》                            | 不適用                                                                           |
| 2017     | 12月29日 | 《中國黃金電影之夜》                                | 演唱《我要你》                          | 不適用                                                                           |
| 2018     | 12月8日  | 《第17届中國電影華表獎》                            | 合唱《最好的舞台》                      | 陳偉霆、李易峰、張翰、王源、李治廷                                               |
| 2019     | 1月1日   | 《2019央視元旦晚會》                                | 合唱《奉献》                            | 尹正、尹昉、張本煜                                                               |
| 2019     | 2月5日   | 《2019東方衛視春晚－春滿東方》                      | 合唱歌曲串燒                            | 尹昉                                                                             |
| 2020     | 1月27日  | 《央視“心連心”藝術團赴公安機關新春慰問演出》        | 合唱《練為戰》                          | 與趙文卓                                                                         |
| 2020     | 6月7日   | 《出手吧兄弟，芒果扶貧雲超市大直播》                | 合唱《第一時間》                        | 阿雲嘎                                                                           |
| 2020     | 6月25日  | 《端午道安康》                                      | 合唱《少年》                            | 惠若琪、夢然                                                                     |
| 2020     | 10月1日  | 《江山如畫》國慶音樂會                              | 合唱《國旗之下》                        | 陳燕妮                                                                           |
| 2020     | 12月31日 | 《启航2021—中央廣播電視線台跨年盛典》               | 合唱《真心英雄》                        | 郭艾倫                                                                           |
| 2020     | 12月31日 | 《夢圓東方2021跨年盛典》                            | 獨唱《征服》 合唱《你是如此的難以忘記》 | 劉嘉玲                                                                           |
| 2021     | 1月21日  | 《“我们的中國梦”—文化進萬家活動啟動儀式暨慰問演出》 | 合唱《我的祖國》                        | 佟麗婭、王傳亮、陳燕妮                                                           |
| 2021     | 2月10日  | 《2021遼寧衛視春節聯歡晚會》                        | 演唱《我要找到你》                      | 不適用                                                                           |
| 2021     | 2月12日  | 《百花迎春—中國文學藝術界春節大聯歡》               | 合唱《國旗之下》                        | 阿雲嘎、陈燕妮、吕薇                                                             |
| 2021     | 2月12日  | 《2021北京衛視春節聯歡晚會》                        | 合唱《相約北京》 合唱《少年》           | 肖戰、關曉彤、周冬雨、李沁、王源、陳飛宇、吳宣儀、李雲迪、王琳凱、張國立、鞠婧禕 |
| 2021     | 10月1日  | 《中國夢·祖國頌——2021國慶特別節目》                 | 合唱《中華力量》                        | 劉燁、杜江                                                                       |
| 2022     | 2月27日  | 《快手一千零一夜》                                  | 演唱                                    | 不適用                                                                           |

## 音乐作品

### 單曲
| 發佈日期       | 歌曲名稱                         | 影視名稱                                       | 合唱藝人 |
| 2016年2月3日   | 海若有因                         | 網絡劇《上瘾》主題曲                           | 許魏洲 |
| 2016年5月5日   | 約吧！大明星                     | 綜藝《約吧！大明星》主題曲                     | 阮經天、徐璐、魏晨 |
| 2016年6月6日   | 約吧！大明星 （慢版）            | 綜藝《約吧！大明星》主題曲                     | - |
| 2018年1月11日  | 紅海行動 （合唱版）              | 電影《紅海行動》主題曲                         | 張譯、杜江、蔣璐霞、 尹昉、王雨甜、郭家豪、麥亨利                                                                                      |
| 2018年3月1日   | 紅海行動 （獨唱版）              | 電影《紅海行動》主題曲                         | - |
| 2019年9月30日  | 我和我的祖國                     | 新中國成立70週年獻禮音樂專輯《青春为祖国歌唱》 | 李谷一、肖戰、魏允熙、陳學冬、鍾楚曦、侯明昊、林允、張英席、宋祖兒、韓東君、蔡誠俊、王博文、陳美含、熊梓淇、陳都靈                     |
| 2019年10月23日 | 龍的傳人                         | 新中國成立70週年獻禮音樂專輯《青春为祖国歌唱》 | - |
| 2020年5月20日  | 如果說·還記得                    | 電視劇《幸福，觸手可及！》片尾曲               | - |
| 2020年7月20日  | Colorful Days （五彩缤纷的日子） | 電影《荞麦疯长》片尾曲                         | 马思纯、钟楚曦 |
| 2020年9月29日  | 在一起                           | 電視劇《在一起》主题曲                         | 周一圍、黃德毅、朱亞文、朱俊麟、任重、張雲龍、郭濤、譚卓、張天愛、李沁、蔣欣、賈乃亮、鄧倫、趙今麥、徐璐、馮紹峰、塗松岩、陳數、闞清子 |
| 2024年12月20日 | 白日斷夜                         | 電視劇《冬至！》片尾曲                         | 黃景瑜 |
| 2020年9月30日  | 國旗之下                         | -                                              | 陈燕妮 |

## 演唱會

### 演唱會
| 日期          | 演唱會名稱                | 地點                 | 備注     |
| ------------- | ------------------------- | -------------------- | -------- |
| 2016年4月16日 | AMIT 烏托邦世界巡城演唱會 | 曼谷皇家百丽宫大礼堂 | 特別嘉賓 |

### 粉絲見面會
| 日期           | 粉絲見面會名稱                        | 地點                     |
| -------------- | ------------------------------------- | ------------------------ |
| 2016年11月5日  | 2016瑜你同行亞洲巡迴粉絲見面會 南京場 | 南京奧體中心網球館訓練場 |
| 2016年11月12日 | 2016瑜你同行亞洲巡迴粉絲見面會 首爾場 | 首爾奧林匹克大廳         |
| 2016年11月30日 | 2016瑜你同行黃景瑜生日會 上海場       | 上海大舞台               |
| 2016年12月11日 | 2016瑜你同行亞洲巡迴粉絲見面會 台北場 | 台北國際會議中心大會堂   |
| 2017年12月24日 | 黄景瑜2017生日会                      | 上海加空間               |
| 2018年11月30日 | 「破浪乘风，瑜你同行」黄景瑜生日会    | 成都                     |

## 書籍
| 出版日期      | 書名     | 內容                                                                                           | 出版公司 |
| 2016年8月18日 | 澤海鯨魚 | - 首本個人寫真集 - 半小时预售达到百万，破平台出版物销售纪录。 - 所有收益已全部捐赠于公益事业。 | 列夫文化 |

## 獎項與榮譽

### 大型頒獎禮獎項
| 年份 | 頒獎典禮                                    | 獎項                                                 | 結果 |
| ---- | ------------------------------------------- | ---------------------------------------------------- | ---- |
| 2016 | 第16届音乐风云榜年度盛典                    | 媒體推薦新偶像獎                                     | 獲獎 |
| 2016 | COSMO时尚成就梦想盛典                       | 梦想时尚人物獎                                       | 獲獎 |
| 2016 | 時尚COSMO美麗盛典                           | 年度飛越偶像大獎                                     | 獲獎 |
| 2016 | 網易有態度人物盛典                          | 年度新勢力全民偶像獎                                 | 獲獎 |
| 2016 | 优酷年轻的选择盛典                          | 年度大势偶像獎                                       | 獲獎 |
| 2016 | 明星權力榜年度頒獎盛典                      | 最受歡迎潜力新人獎                                   | 獲獎 |
| 2016 | 微博Fans選擇單項獎                          | 年度最具潜力偶像獎                                   | 獲獎 |
| 2017 | Instyle年度偶像盛典                         | 年度最受歡迎男藝人獎                                 | 獲獎 |
| 2017 | 第8届牛耳奖                                 | 年度文娱人物                                         | 獲獎 |
| 2018 | 年度盛典心賞之年度心賞之夜                  | 最具商業價值演員                                     | 獲獎 |
| 2018 | 第34屆大眾電影百花獎                        | 最佳新人獎 《紅海行動》                              | 提名 |
| 2018 | 百度娱乐人物                                | 百度娱乐人气之星                                     | 獲獎 |
| 2018 | 百度娱乐人物                                | 百度娱乐年度人物                                     | 獲獎 |
| 2018 | 第14屆金鹿奖 （中国长春电影节）             | 最佳青年男配角 《紅海行動》                          | 提名 |
| 2018 | 第31屆東京電影節                            | 最具人氣男演員                                       | 獲獎 |
| 2018 | 第24届华鼎奖                                | 中国当代题材电视剧最佳男演员 《結愛·千歲大人的初戀》 | 獲獎 |
| 2018 | 第三届金骨朵网络影视盛典                    | 網絡劇男演員 《結愛·千歲大人的初戀》                 | 提名 |
| 2019 | 第十三届亞洲電影大獎                        | 最佳新演員 《紅海行動》                              | 獲獎 |
| 2019 | 第25屆華鼎獎 （中國電影滿意度調查頒獎典禮） | 最佳新銳演員獎 《紅海行動》                          | 提名 |
| 2019 | 第6屆中國電視好演員獎                       | 男演員 《破冰行動》                                  | 提名 |
| 2019 | 第26届华鼎奖                                | 中国当代题材电视剧最佳男演员 《破冰行動》            | 提名 |
| 2019 | 金塔獎2019                                  | 大學生喜愛的男演員                                   | 獲獎 |
| 2019 | 第16屆廣州大學電影展                        | 最受大學生歡迎男配角 《飛馳人生》                    | 獲獎 |
| 2019 | 2019國劇盛典                                | 年度青春演技魅力男演员 《破冰行動》                  | 獲獎 |
| 2020 | 中國網絡視頻學院獎                          | 最佳男演員                                           | 獲獎 |
| 2020 | 首届禁毒题材优秀网络影视展播                | 最佳禁毒民警形象男演员 《破冰行動》                  | 獲獎 |
| 2020 | 第15届首尔国际电视节                        | 男演員演技奖 《破冰行動》                            | 提名 |
| 2020 | 第五届金骨朵网络影视盛典                    | 年度男演員 《幸福，觸手可及！》 《青春创世纪》       | 提名 |
| 2020 | 2021愛奇藝尖叫之夜                          | 年度魅力演員                                         | 獲獎 |
| 2020 | 2020今日頭條年度娱樂大賞                    | 年度最受關注演員                                     | 獲獎 |
| 2020 | 2020新浪影視綜盛典                          | 年度男演員 《幸福，觸手可及！》 《青春创世纪》       | 提名 |
| 2021 | 2021微博電影之夜                            | 年度突破演員                                         | 獲獎 |
| 2024 | 2024爱奇艺尖叫之夜                          | 年度影响力演员                                       | 獲獎 |

### 榮譽
| 年份 | 榜單名稱                     | 排名         |
| ---- | ---------------------------- | ------------ |
| 2018 | 福布斯30岁以下精英榜（娛樂） | 排名不分先後 |
| 2019 | 福布斯中國名人榜             | 第28位       |
| 2020 | 福布斯中國名人榜             | 第36位       |